# Alpakesiopsis
Alpakesiopsis är ett släkte av svampar. Alpakesiopsis ingår i divisionen sporsäcksvampar och riket svampar.